# Jules Gauthier (homme politique)
Pour l’article homonyme, voir Gauthier.
Jules Gauthier (29 septembre 1892-15 décembre 1975) est un notaire et homme politique fédéral du Québec.
M. Gauthier étudia au Séminaire de Chicoutimi et à l'Université Laval où il reçoit une mention LL.L. En 1942, il sert comme maire de la ville de Jonquière
Élu député du Parti libéral du Canada dans la circonscription fédérale de Lapointe en 1949, il ne se représente pas en 1953. 
Le fonds d'archives de Jules Gauthier est conservé au centre d'archives du Saguenay de Bibliothèque et Archives nationales du Québec.